# Lattanzio Magiotti
Lattanzio Magiotti (Montevarchi, giugno 1590 – ...) è stato un medico italiano.
«Il Dottore Lattanzio Magiotti Sanleolini [...] fu Medico insigne, e non meno famoso per la sua libertà, sincerità, astrattatezza.»

## Biografia

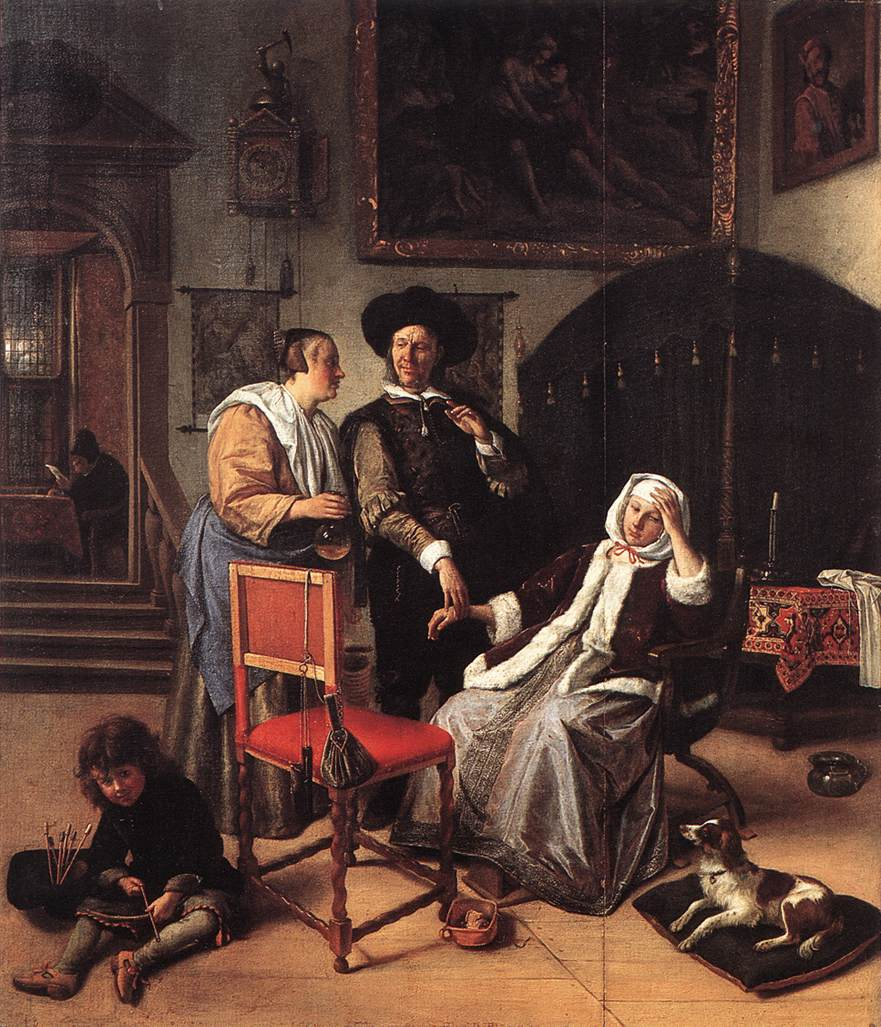
Jan Steen, The Doctor's Visit (1658-1662)

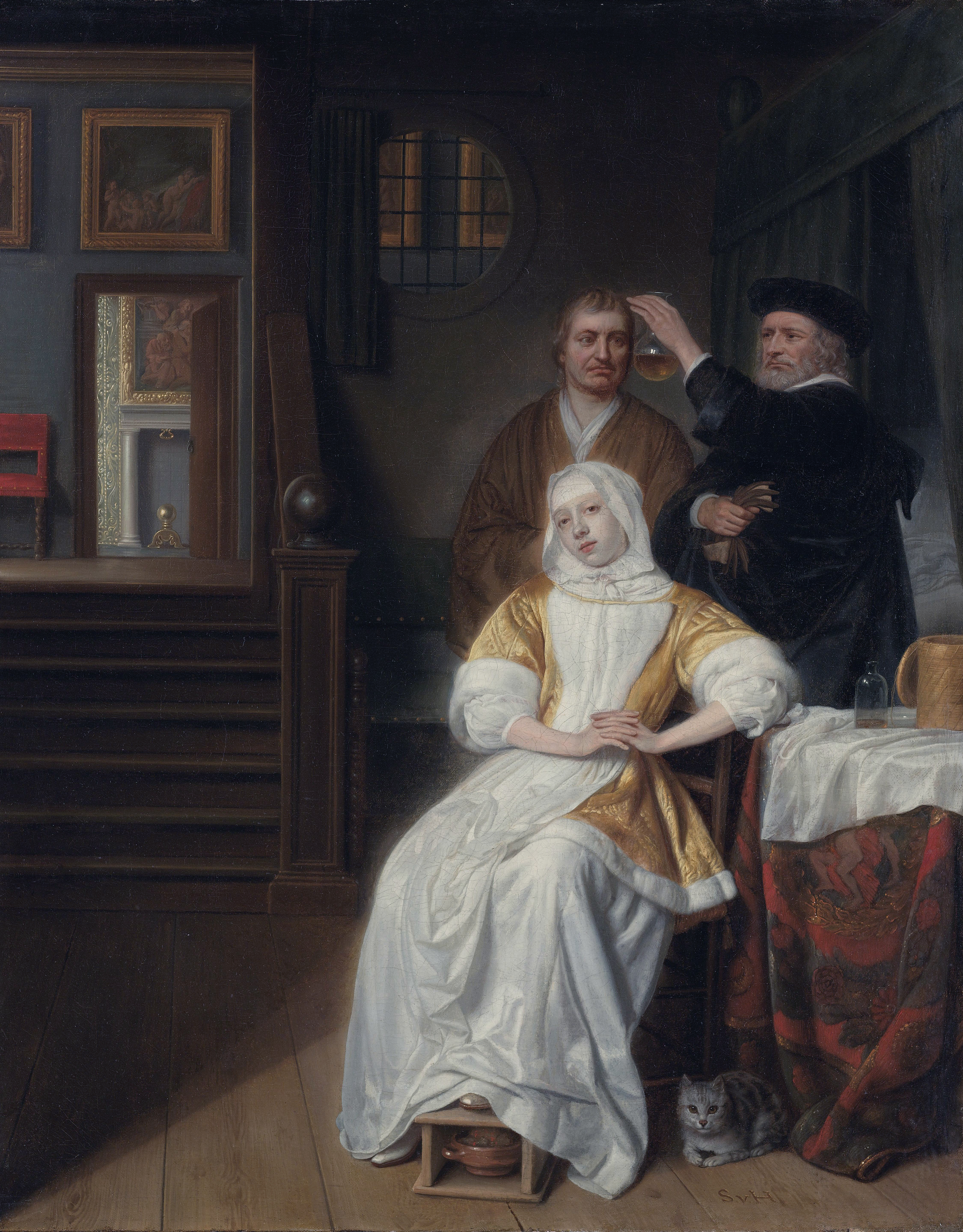
Samuel van Hoogstraten, La malata di Anemia (1667) Rijksmuseum, Amsterdam

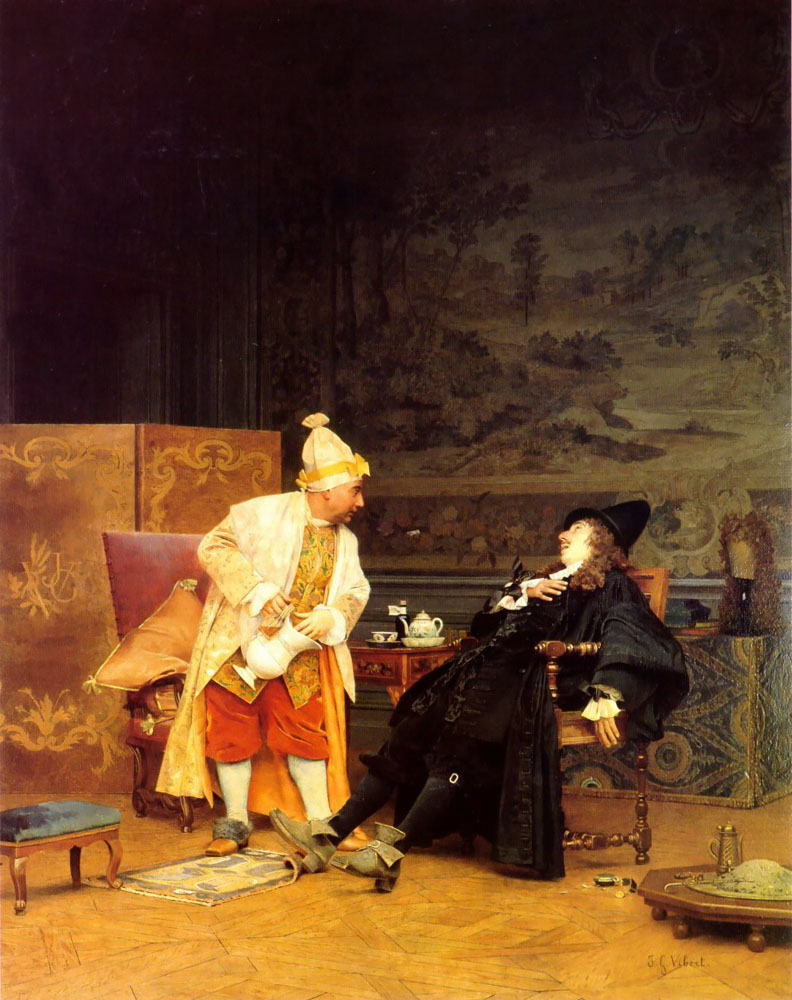
Jehan Georges Vibert, Il dottore malato (1892)

Figlio di Desiderio Magiotti e fratello maggiore di Raffaello, fu battezzato a Montevarchi il 17 giugno 1590. Mentre il padre e il fratello preferirono non usare direttamente il cognome del nonno Ser Giovanni da Sanleolino, Lattanzio lo abbinò sempre al suo patronimico.
A 17 anni si trasferì all'Università di Pisa per studiare medicina, disciplina nella quale si laureò il 6 maggio 1612. Successivamente studiò matematica e geometria con Galileo.
Competente, professionale, ma anche arguto e spiritoso, si guadagnò grande fama a Firenze tanto da essere nominato medico di corte dal granduca Ferdinando II. Per questo, di Lattanzio Magiotti medico, si ricordano vari aneddoti.
Come quando «essendo alla cura di F.M., il cui male si dubitava che procedesse da disordini carnali, arrivò una mattina all'improvviso, e alzata la portiera entrò in camera. La sorela del M., che era quivi a sedere sul letto scollacciata e non affatto vestita, si fuggì. Il Dottore tastò il polso al M., e girava il capo e faceva segno d'esser poco soddisfatto. Guardava ciò attentamente il M. e finalmente disse: Sig. Dottore, VS Eccellentissima trova forse qualche alterazione nel polso, e le pare ch' io stia peggio? Rispose il Magiotti: no. O perché, soggiunse il M., dà ella indizi di non le piacere il mio polso? Sorrise il Magiotti e disse: E voi perché fate le viste di non m' intendere? Io non l'intendo certo, replicò il M., al che il Dottore, se voi volete ch' io ve la dica spiattellata, ve la dirò. Sig. francesco mio, voi non pigliate il panno pel verso. Perché essere stato, come voi siete stato, e tener la bambolina sul letto son cose che non consonano. Allora il M.: scusatemi sig. Dottore perché quella era mia sorella; e il Magiotti: e voi scusate perch' io mi pensava ch' ella fusse la Leprina, che così si chiamava una bellissima Dama del M.»
Sardonico e irriverente anche nei confronti dei nobili e dei potenti, soprattutto se sciocchi: «interrogato da un altro principe se un brodo raffinato e poi rinvigorito da giulebbi, estratti e odori fosse buono per ristorare lo stomaco, disse di sì, ma che se quando era sano usava tai brodi, quando avesse avuto male sarebbe bisognato dargli un brodo di cavolo».
Da fisiatra galileiano era un deciso avversario della ciarlataneria come ricorda anche Giovanni Targioni Tozzetti «[Lattanzio Magiotti] merita distinta lode per essere stato de' primi che persuaso delle nuove Teorie di Fisica, ed applicandole all'Economia Animale, conobbe quanto sieno efficaci le forze della Natura per superare le malattie e restituire salubre equilibrio nel Corpo Umano, e viceversa quali ritardi, e spesso nocumenti apportasse la gran farragine di medicamenti che allora si usavano con profitto più degli Speziali che dai Malati. Quindi assicurato già nel credito di valente medico, intraprese a condurre le cure con pochissimi medicamenti, e più colla buona regola di vita che con altro. Tale novità avrà senza dubbio incontrato e approvazione e biasimi e avrà fatto molto discorrere nel Paese [...] Soleva dire che nelle cose il meglio e il maggior nemico del bene. Vale a dire che il troppo imbrogliare e caricare di medicamenti sconcertava i moti critici della Natura e recava più nocumento che giovamento ai malati».
A questo proposito il granduca Ferdinando «gli domandò un giorno con che coscienza ei pigliasse il denaro dagli ammalati giacch' ei sapeva di non poterli guarire. Io, serenissimo, rispose gli piglio non in qualità di medico ma di guardia, perché non venga un giovane che creda a tutto quel ch' ei trova nei libri e cacci loro qualche cosa in corpo che me gli ammazzi».
Non se ne conosce l'anno della morte né rimangono suoi scritti se non una lettera a Galileo datata 31 agosto 1637: «Ill.re et Ecc.mo Sig.r mio, [...] giudico bene che V.S. Ecc.ma s'astenga da questo latte di mandorle, poiché lo stomaco suo non lo digerisce. Potrà far la sera in quel cambio bollire un poco di lattuga nella sua minestrina, e non volendo la lattuga, mangiar solo la minestra; benché potrà anche talvolta mangiar la lattuga doppo cena, cotta nel brodo, com'è detto. Intanto io lodo che alle volte V.S. Ecc.ma si bagni le mani et i piedi con l'infrascritta lavanda, doppo cena; e potrà anche bagnarsene un tantino la gola, le tempie e le narici del naso. Piglinsi: di lattuga, di foglie di viole mammole, una manciatina per sorte; capi di papaveri acciaccati n° tre o quattro. Si bolla il tutto in sufficiente quantità di acqua rosa, fin che l'herbe paiono cotte; poi si coli e si sprema; et alla colatura s'aggiunga: vin bianco buono, la quarta parte e manco; cioe a una libbra di detta colatura s'aggiunga due oncie [sic] e mezo [sic] di vino, per servirsene né freddo né caldo, doppo cena. Con tal fine prego a V.S. Ecc.ma ogni contento, e le bacio la mano»
La cura evidentemente fece effetto se Galileo in una lettera del 25 luglio 1638 scriveva «In questa mia malattia ho hauto e tuttavia ho l'amorevole assistenza dell'Ecc.mo Sig.r Magiotti del quale i piacevoli remidii in questa ardentissima stagione mi hanno sollevato assai». Tra i suoi pazienti più noti, oltre a Galileo, anche il pittore Baldassarre Franceschini che gli dipinse, a olio, un Giovanni Battista Fanciullo.